# Institut supérieur de statistiques de Kinshasa
L'Institut supérieur de statistiques de Kinshasa est une institution d'enseignement supérieur située à Kinshasa, sur le boulevard triomphal, non loin  du stade Tata Raphael.

## Histoire
Dans leur mission d’assister la République Démocratique du Congo pendant les premières années de son indépendance pour la planification de son développement, les Nations unies avaient exprimé la nécessité de disposer des cadres bien formés en statistique. Les premières missions des experts des Nations unies au cours de cette période susvisée ont mis en évidence des lacunes criantes dans les domaines de l’information économique, démographique et sociale[réf. souhaitée].
C’est ainsi que la C.E.A accordera des bourses d’études aux jeunes congolais pour aller suivre la formation dans les centres spécialisés en enseignement statistique (notamment à Yaoundé au Cameroun). Toutefois, l’aspect limitatif des envois n’avait pas permis de répondre aux besoins importants et croissants en cadres statisticiens pour le pays[réf. souhaitée].
C’est dans le souci de former sur place (c’est-à-dire au pays) des cadres statisticiens capables de produire et de gérer l’information économique, démographique, sociale, … et, surtout de pallier l’aspect limitatif des envois par la C.E.A. des jeunes congolais dans les centres spécialisés, qu’est née le 24 novembre 1965 l’association sans but lucratif dénommée (ASBL) Institut d’études du développement économique et social (I.E.D.E.S. en sigle). Cette œuvre a vu le jour à l’initiative d’un groupe de cinq congolais et un expatrié de nationalité espagnole, Monsieur Luis De la Torre, Docteur en Mathématiques alors expert en statistique de l’UNESCO et de l’ONU-Congo à l’époque[réf. souhaitée].
Sur recommandation de l’Enseignement supérieur et universitaire portant harmonisation des enseignements dispensés et de la dénomination, on a procédé à la révision des programmes des cours et au changement de la dénomination de l’I.E.D.E.S. qui devient Institut supérieur de statistique de Kinshasa (I.S.S./KIN) en 1974[réf. souhaitée].
Jusqu’en 1977, cet institut formait des ingénieurs techniciens en statistique et des ingénieurs des travaux statistiques. A la rentrée académique 1977-1978, deux autres filières se sont ajoutées : Informatique et Documentation au niveau de graduat. C’est également à la même rentrée académique que fut supprimé le 2e cycle en statistique[réf. souhaitée].
L’arrivée du Professeur Malembe Tamandiak à la tête de l’ISS-KINSHASA pendant l’année académique 1990-1991 a coïncidé avec l’ouverture de la licence dans les trois filières organisées  ainsi que la création de la filière Sciences commerciales et financières avec ses cycles de graduat et de licence. Les Sciences de transport n’ont ouvert leurs portes que lors de l’année académique 2004-2005[réf. souhaitée].
L’ISS/KIN a fonctionné jusqu’en 2002 comme le premier établissement d’enseignement supérieur et universitaire privé non conventionné et joué le rôle de précurseur de l’enseignement de la statistique et de la documentation en tant que disciplines autonomes en RDC. Avec le temps, l’Institut supérieur de statistique de Kinshasa s’est acquis une longue expérience en la matière et était classé parmi les cinq premiers établissements d’enseignement supérieur et universitaire privé de la RDC[réf. nécessaire]
En 2002, sur décision du Conseil d’administration de l’ASBL-ISS/KIN, l’institut a été cédé à l’État Congolais et est devenu un établissement supérieur et universitaire public par arrêté ministériel et est aligné sur le régime applicable à tous les établissements d’enseignement supérieur et universitaire publics de la RDC. Il est donc pris en charge par le Trésor public à ses dépenses de rémunération et de fonctionnement.

## Missions
Depuis sa création, l’Institut Supérieur de Statistique de Kinshasa poursuit entre autres les missions ci-après : 
- Former des cadres supérieurs en sciences de gestion appelés à créer, gérer et utiliser l’information chiffrée en vue de la préparation des décisions de nature économique, sociale et culturelle concernant la nation, la région ou l’entreprise ;
- Assurer pour l’État, les gouvernants et les sociétés publiques et privées des consultations et des études pour la réalisation de leurs projets ;
- Promouvoir et encourager la recherche fondamentale et appliquée, orientée vers la solution des problèmes spécifiques de la RDC et d’ailleurs ;
- Organiser des journées scientifiques, des colloques, des ateliers à caractères national et international ;
- Encourager les étudiants à acquérir un attrait à la recherche scientifique et technologique.

## Enseignements
L’Institut supérieur de statistique de Kinshasa forme en trois années de graduat et en deux années de licence des cadres dans les sciences et techniques de gestion ci-après : Statistique, Informatique de gestion, Sciences et techniques documentaires (STD), Sciences commerciales et financières (SCF), et Sciences de Transport. Cinq sections sont donc fonctionnelles à l’Institut Supérieur de Statistique de Kinshasa.
Une pré licence est également organisée en Sciences et techniques documentaires et en Informatique.
L’Institut supérieur de statistique de Kinshasa organise aussi des stages de perfectionnement à l’intention des cadres des entreprises nationales. Cependant, il sied de noter que le programme des cours dispensés en Statistique est adapté à celui des Nations unies. Le programme comprend une partie théorique et une partie pratique. L’option organisée en licence statistique est « Analyse et planification économique ».
Pour son corps enseignant, la section statistique de l’Institut supérieur de statistique de Kinshasa dispose d’un personnel académique et scientifique propre et fait appel aux membres du corps académique et scientifique des Universités et Instituts supérieurs de la place. Elle recrute également ses enseignants parmi les cadres des entreprises nationales et ministères (notamment l’I.N.S., le S.N.S.A. et le Ministère du plan) qui lui apportent leurs compétences et leurs expériences professionnelles. L’Institut supérieur de statistique de Kinshasa dispose aussi d’un centre de recherche dénommé CRISS ayant pour objet de promouvoir et d’encourager la recherche scientifique fondamentale et appliquée.

## Débouchés
Les statisticiens de l’Institut Supérieur de Statistique de Kinshasa en tant que cadres moyens (niveau de graduat) et cadres supérieurs (niveau licence) sont chargés de produire, de traiter, d’analyse et de diffuser l’information économique et sociale dans les entreprises tant publiques que privées, les organismes des secteurs étatiques et para-étatiques, les collectivités locales ou les organisations internationales,… mais surtout de définir des indicateurs opérationnels d’aide à la décision.
Ainsi, depuis sa création, l’Institut Supérieur de Statistique de Kinshasa a contribué à mettre sur le marché du travail plusieurs centaines des gradués et des licenciés congolais comme étrangers (venant du Togo, du Burundi, du Rwanda, et de l’Angola) dont la plupart œuvrent dans les institutions internationales et les agences spécialisées du système des Nations unies où certains occupent des postes de commandement[réf. souhaitée].
L’Institut Supérieur de Statistique de Kinshasa a doté au système statistique congolais des cadres, bien que l’effectif reste encore assez faible par rapport à l’étendue du pays et aux besoins en personnels statisticiens que requiert l’appareil statistique national.

## Effectifs des diplômés en statistique
Répartition des cadres statisticiens diplômés selon 
 le niveau d'étude et l'année académique, depuis 1967.[réf. souhaitée]
N.B : Le cycle de licence en statistique a été fermé de 1978-1979 à 1990-1991
| ANNEE      | NIVEAU D’ETUDE     | NIVEAU D’ETUDE     |
|            | Graduat            | Licence            |
| ACADEMIQUE | (Nbre de diplômés) | (Nbre de diplômés) |
| ---------- | ------------------ | ------------------ |
| 1967-1968  | 3                  | -                  |
| 1968-1969  | 3                  | -                  |
| 1969-1970  | 3                  | 1                  |
| 1970-1971  | 1                  | 4                  |
| 1971-1972  | 3                  | 5                  |
| 1972-1973  | 1                  | 1                  |
| 1973-1974  | 1                  | 8                  |
| 1974-1975  | -                  | 8                  |
| 1975-1976  | 2                  | 3                  |
| 1976-1977  | 1                  | -                  |
| 1977-1978  | 36                 | 5                  |
| 1978-1979  | 7                  | *                  |
| 1979-1980  | 13                 | *                  |
| 1980-1981  | 23                 | *                  |
| 1981-1982  | 41                 | *                  |
| 1982-1983  | 33                 | *                  |
| 1983-1984  | 21                 | *                  |
| 1984-1985  | 26                 | *                  |
| 1985-1986  | 20                 | *                  |
| 1986-1987  | 31                 | *                  |
| 1987-1988  | 27                 | *                  |
| 1988-1989  | 47                 | *                  |
| 1989-1990  | 33                 | *                  |
| 1990-1991  | 17                 | *                  |
| 1991-1992  | 15                 | -                  |
| 1992-1993  | 19                 | 30                 |
| 1993-1994  | 14                 | 17                 |
| 1994-1995  | 12                 | 3                  |
| 1995-1996  | 8                  | 7                  |
| 1996-1997  | 4                  | 1                  |
| 1997-1998  | 5                  | -                  |
| 1998-1999  | 1                  | 1                  |
| 1999-2000  | 7                  | 4                  |
| 2000-2001  | 4                  | 5                  |
| 2001-2002  | 5                  | 6                  |
| 2002-2003  | 7                  | 7                  |
| 2003-2004  | 8                  | 12                 |
| 2004-2005  | 11                 | 15                 |
| 2005-2006  | 7                  | 10                 |
| 2006-2007  | 7                  | 18                 |
| 2007-2008  | 19                 | 9                  |
| TOTAL      | 545                | 180                |

## Autorités académiques

### Sous l’ISS-KIN association sans but lucratif
| N° | NOMS                       | PÉRIODES    |
| 1  | Luis de la Torre           | 1965 -1974  |
| 2  | Bala Giodi                 | 1974 - 1977 |
| 3  | Luis de la Torre           | 1977 - 1989 |
| 4  | Nzadio Mb Zadio            | 1989 – 1990 |
| 5  | Malembe Alemenbe Tamandiak | 1990 – 1994 |
| 6  | Tshibangu Kalala           | 1994 - 1997 |
| 7  | Osokonda Okenge            | 1997 - 2003 |

| N° | NOMS                | PÉRIODES    |
| 1  | Bokempolisa Pierre  | 1965 - 1969 |
| 2  | Osshere Ndika       | 1974 - 1975 |
| 3  | Bakomba Tsek Bayok  | 1975 - 1977 |
| 4  | Wawa Sakrini        | 1977 - 1979 |
| 5  | Bakutuvuidi Makani  | 1979 – 1980 |
| 6  | Lelo Saku Tshilongo | 1980 – 1982 |
| 7  | Pombo Ngunza Dyna   | 1982 - 1987 |
| 8  | Batukeba Landu      | 1987 – 1988 |
| 9  | Prof. Thamba Nkenge | 1988 – 1997 |
| 10 | Prof. Mabiala Seda  | 1997 - 2003 |

### Sous l’étatisation
| N° | NOMS                      | PÉRIODES    |
| 1  | Prof. Osokonda Okenge     | 2003 - 2010 |
| 2  | Prof. Muhindo G. Rugishi  | 2010 –      |
| 3  | Prof. Mbikayi Jean-Marcel | 2019 -      |

| N° | NOMS                | PÉRIODES    |
| 1  | Prof. Mesa Kiboba   | 2003 - 2004 |
| 2  | C.T. Nlandu Vinda   | 2006 – 2010 |
| 3  | Prof. Thamba Nkenge | 2010 –      |